# Gilles Castelnau
Pour les articles homonymes, voir Castelnau.
Pour les autres membres de la famille, voir Famille Castelnau.
Gilles Castelnau est un pasteur protestant français né en 1935 à Lyon.

## Biographie
Né le 17 février 1935 à Lyon, fils du banquier Olivier Castelnau, Gilles Castelnau est issu de la famille Castelnau de Montpellier. Il suit des études à la faculté de théologie protestante de Montpellier — où il soutient en 1963 sa thèse de licence — puis à Édimbourg. Consacré pasteur en 1964, il exerce son ministère à Dieppe, puis à l'église wallonne d'Amsterdam de 1967 à 1974. Il doit alors composer avec l'organiste paroissial, Gustav Leonhardt, qui accompagne les cultes. « Très dynamique », il propose des ateliers de lecture et d'analyse structurale de la Bible, avec l'appui des chercheurs du groupe ASTRUC.
Revenu en France, il est en poste au temple de Versailles (1976-1981), au Foyer de l'Âme à Paris, (1981-1982), à Montrouge (1983-1989), et enfin à La Rencontre à Paris (1995-2000). Il est en parallèle aumônier bénévole auprès de personnes défavorisées ou marginalisées (en prison, dans l'armée), et préside un temps à cette fin l'association de la Croix-Bleue.
Une fois sa retraite prise, il continue de dispenser des cours d'hébreu biblique à l'Oratoire du Louvre. Il écrit dans Évangile et Liberté, Réforme et sur son site, où il publie ses chroniques de « libres opinions », d'orientation libérales (il propose d'ailleurs un « Petit catéchisme libéral en dix leçons »). Chef de file des pasteurs libéraux, il propose notamment à ce titre une « approche positive de la culture contemporaine ».

### Vie privée
Après avoir appartenu à la rédaction de Réforme, son épouse Claudine Dijon, journaliste, anime à titre bénévole, depuis sa retraite, une émission sur Fréquence protestante.

## Ouvrages
- Avec Claudine Castelnau, Un regard protestant sur le bouddhisme, Montrouge, chez l'auteur, 1983 (BNF 34855044).
- Notre préoccupation ultime : brève introduction à la foi chrétienne, Montrouge, chez l'auteur, 1983 (BNF 34855043).
- 11 manières de comprendre le christianisme, Paris, chez l'auteur, 1992 (BNF 36660927).
- Le Dieu qui rend humain : réflexion pour notre temps, Paris, chez l'auteur, 1993 (BNF 36664912).
- Des églises et des hommes (ill. Abigail Rézelman), Paris, chez l'auteur, 1994 (BNF 35720879).
- La Bible n'est pas tombée du ciel : initiation à la lecture historique et critique, Paris, chez l'auteur, 1996 (BNF 36155529).
- Quatre événements pour comprendre Jésus-Christ : vendredi saint, Pâques, Pentecôte, Noël, Paris, chez l'auteur, 1997 (BNF 36963582).
- Introduction à la Bible, Paris, chez l'auteur, 1998 (BNF 36969057).
- Avec Gilles Carbonell, Une bonne foi pour toutes !!! : petit précis de tourisme spirituel, Linières-Bouton, La Barre franche, 2014  (ISBN 979-10-93638-00-3).